# Orlando Spreng
Orlando Spreng (* 30. Oktober 1908 in Sesto Cremonese in Italien; † 27. Januar 1950 in Viganello) war ein Schweizer Postbeamter und Schriftsteller.

## Leben
Orlando Spreng war der Sohn des emigrierten Berner Käsemeisters Hans Albert Spreng und dessen Ehefrau Mathilde (geb. Dondé).
Nachdem sein Vater mit dem Plan, den Emmentaler Käse in der Po-Ebene zu produzieren, gescheitert war, siedelte die Familie 1914 bei Kriegsbeginn des Ersten Weltkriegs aus der Lombardei nach Maroggia im Kanton Tessin über, dort erhielt sein Vater eine Anstellung als Lehrer in einer Landwirtschaftsschule. 
Orlando Spreng besuchte fünf Jahre die Primarschule in Maroggia, von 1920 bis 1924 das Progymnasium in Mendrisio und bis 1926 die Handelshochschule in Bellinzona. Ab 1926 war er Postbeamter in der Berner Filiale Kornhausplatz und ab 1944 in Lugano. In der Zeit von 1940 bis 1943 verrichtete er seinen Dienst als Italienisch-Korrespondent im Stab des Schweizer Armeekommandos in Langnau im Emmental.
Orlando Spreng war seit 1931 mit Rina verheiratet, Tochter von Angelo Bosisio. Gemeinsam hatten sie zwei Kinder, sein Sohn verstarb kurz nach ihm an der gleichen Erbkrankheit.

### Schriftstellerisches Wirken
Orlando Spreng betätigte sich bereits während seiner Zeit als Postbeamter zugleich auch schriftstellerisch. Dazu war er auch Mitarbeiter der Zeitung Libera Stampa sowie von Radio Monteceneri.
In seinem Werk Rekrut Senzapace, das vier Tage vor der Mobilmachung 1939 erschien, zeigt er in einer Abfolge lustiger Szenen die Tölpelhaftigkeit eines ungeschickten Bauern in der Art, wie er auch im Braven Soldaten Schwejk beschrieben wurde, und der mit seiner Tollpatschigkeit letztlich die Machtlosigkeit er Offiziere blosslegt. Orlando Spreng wurde 1940 und 1943 offiziell von der Schweizer Armee gebeten, geeignete Texte für die Soldatenweihnacht zu schreiben, die dann an 5000 Soldaten in italienischer Muttersprache verteilt wurden. In Il sesso forte von 1940 stellte er daraufhin das starke Geschlecht nicht als militärische Helden, sondern als Hausmänner dar und in Capitan, von 1943, ist der Capitan des Titels ein Hahn, der im Hühnerhof Hennen kommandiert.
In seinen weiteren Werken greift er Themen auf, die mit der Entwurzelung durch Emigration und mit den Schwierigkeiten zu tun haben, die bei der Rückkehr und erneuten Eingliederung entstehen, da sich das Land inzwischen verändert hat.
Postum erschien von ihm 1952 Il lago.

## Mitgliedschaften
- Orland Spreng war Mitglied der Sozialdemokratischen Partei der Schweiz.
- Er war Mitglied im Berner Schriftstellerinnen und Schriftsteller Verein (BSV).

## Auszeichnungen
- Orlando Spreng erhielt 1939 von der Schweizerischen Schillerstiftung den Schillerpreis für La recluta Senzapace mit einer verbundenen Zuwendung von 500 Schweizer Franken.[2]

## Schriften (Auswahl)
- La recluta Senzapace. Lugano: N. Mazzucconi, 1939.
- Il sesso forte. Lugano: Arti grafiche, società anonima successori a N. Mazzuconi, 1940.
- Capitan. Lugano: Arti grafiche, 1940.
- Il reduce. Lugano: Arti Grafiche, 1941.
- Orlando Spreng; Jakob Bührer: Gioia. Zürich Büchergilde Gutenberg 1941.
- L'ancien combattant. Lausanne: Librairie Payot, 1944.
- Il lago. Lugano, Arti grafiche S. A.,1952.